# A Quadrilha do Perna-Dura
"A Quadrilha do Perna-Dura" é um Filme de gênero Aventura e Comédia de 1976 escrito por Vítor Mateus Teixeira (Teixeirinha), dirigido por Pereira Dias.

## Sinopse
"Francisco e Januário são irmãos extremamente parecidos. Francisco é alegre e comunicativo, solteirão e esbanjador. Januário, coxo de uma perna e de temperamento irascível, é casado e tem dois filhos, Mary Terezinha e Cirino. Um dia, durante acalorada discussão por motivo de herança, Januário destrata Francisco e lhe dá uma bofetada. Enquanto isso, o cantor Teixeirinha chega à região para descansar na fazenda de sua irmã, onde conhece Mary Terezinha, que é a maior sanfoneira e repentista das redondezas, e os dois se apaixonam. Dias depois, uma quadrilha de assaltantes, chefiada por um homem de perna dura, começa a espalhar pânico pela região. Durante um baile, o bando ataca, roubando dinheiro e jóias dos presentes. Mary e Cirino passam a desconfiar de seu próprio pai por causa da característica física do chefe da quadrilha. Depois de muito investigar, no entanto, Teixeirinha prova que o cabeça é Francisco, que utilizou o estratagema da perna defeituosa para incriminar o irmão e assim vingar-se da bofetada recebida." (Guia de Filmes, 76/78)

## Elenco
- Teixeirinha (Teixeirinha)
- Mary Terezinha (Mary Terezinha)
- Jimmy Pipiolo (caria)
- Ricardo Hoeper (Francisco e Januário)
- Rejane Schumann (Fernanda)
- Marco Aurélio Campos (Cirino)
- Dimas Costa (Pé de Burro)
- Luiz Carlos Neves
- Dorival Cabrera (Padre José)
- Suely Silva (Divina)
- Adolar Costa (Capincho)
- Edison Acri
- Sirio Rocha
- Otávio Capuano (Delegado)
- Américo Rêde
- Nilo de Paula
- Augusto Biglia (Jundiá)
- Humberto Masoni
- Luiz Borges
- Zezinho
- Julieta
- Antonio Augusto Fagundes
- Wilson dos Santos
- Lori Stankowitz
- Osvaldino dos Santos